# Golden Girl (2001)
Golden Girl (Originaltitel ebenso) ist ein französischer Spielfilm aus dem Jahr 2001. Dieser Film lässt sich dem französischen Erotikgenre zurechnen.

## Handlung
Sabine arbeitet als Brokerin bei einer Investmentfirma und ist eine graue Maus, die von ihrer attraktiven Kollegin Odile regelmäßig ausgestochen und von ihrem Freund Pierre ausgenutzt wird. In die Wohnung neben ihr zieht das Model Morgane ein und, als diese sie vor einem Einbrecher rettet, entwickelt sich eine freundschaftliche Beziehung zwischen den beiden sehr unterschiedlichen Frauen, die schnell sehr eng wird.
Morgane verführt Pierre und arrangiert es so, dass Sabine das mitbekommt, woraufhin sie Pierre den Laufpass gibt. Allerdings intensiviert sich dadurch ihre Beziehung und Morgane schafft es, Sabine durch Stylingtipps und andere Ratschläge mehr Selbstvertrauen zu geben.
Darüber hinaus beobachtet Sabine die sexuellen Spielchen, denen sich Morgane mit ihrer Castingchefin Malika hingibt, ebenso als die beiden gemeinsam einen Fotografen verführen. Schließlich beginnt auch Sabine eine lesbische Beziehung mit Morgane.
Sabine verwandelt sich unter ihrer Anleitung in eine verführerische femme fatale, die fortan mit den Männern spielt und sie für ihre eigenen Zwecke ausnutzt. Wie sich herausstellt, hat Morgane beabsichtigt, Sabines Kontakte zu nutzen, um sich am Firmenvermögen zu bereichern. Um das zu erreichen, hat sie sogar dafür gesorgt, dass Odile sich für schwer krank hält und Sabine in der Firma mehr Einfluss bekommt. Als Sabine das merkt, macht sie mit, plündert die Konten und brennt mit Morgane durch.

## Kritik
„Sexfilm, der einmal mehr eine unglaubliche Story-Variante aufzubieten hat.“

## Erwähnenswertes
Teile des Soundtracks wurden im fast gleichzeitig gedrehten Film Begehrliche Spiele ebenfalls verwendet.
Félina, die Darstellerin von Malika, ist eine in Frankreich äußerst bekannte Sängerin und Tänzerin, die für ihr erotisches Auftreten bekannt ist.